# 八部
八部為漢字索引的部首之一，計二畫，是康熙字典214個部首中的第12個（二劃的中為第6個）。八部構字時通常位於上方或下方。一字帶「八、丷」且無其他部首時歸為八部。

## 部首單字解釋
1. 數詞。大寫作捌。
2. 第八。
3. 姓。見《萬姓統譜·一〇七》。

## 字形

甲骨文
金文
大篆
小篆

### 部首字元及變形
- ⼋（康熙部首）：KANGXI RADICAL EIGHT (U+2F0B)

位於文字區：
- 八：CJK UNIFIED IDEOGRAPH-516B

### 字体的具體差別
「八」在不同的字體中設計有所不同。一些印刷字體會在捺的開頭處加一短橫（手寫體無此特徵）。簡化字印刷體普遍不帶短橫（有例外，如「八一军徽」），港澳台繁/正體字、日本漢字印刷體則視具體設計而異。
| 捺不帶短橫 | 捺帶短橫 |
| ---------- | -------- |
| 八         | 八       |

注意：閣下瀏覽器顯示文字未必正確

## 名稱
- 漢語：八部（注音：ㄅㄚ ㄅㄨˋ）、八字頭（上）、八字底（下）、倒八字（上，倒轉）
- 日語：
- 朝鲜語：

## 字例
| 部首外筆畫 | 字例 -{    |
| ---------- | ---------- |
| 0          | 八         |
| 2          | 公六兮兯   |
| 4          | 共兲关龹𠔉 |
| 5          | 㒵㒶㒷兵   |
| 6          | 其具典     |
| 7          | 㒸养兹     |
| 8          | 兺兼       |
| 9          | 兽         |
| 10         | 𠔦         |
| 11         | 兾兿𠔭𠔮   |
| 14         | 冀         |
| 16         | 冁         |
| 18         | 㒹 }-      |

- 注：「兺」，韓國漢字，句讀。